# Agrilus nevadensis
Agrilus nevadensis é uma espécie de inseto do género Agrilus, família Buprestidae, ordem Coleoptera.
Foi descrita cientificamente por Horn, em 1891.